# Universidad Federal Rural de Pernambuco
La Universidad Federal Rural de Pernambuco (UFRPE) es una institución pública brasileña de educación superior, especializada en cursos en el campo de las ciencias agrarias y otros cursos que compiten por el desarrollo del medio rural. En los últimos años, la universidad ha incorporado una mayor variedad de cursos, incluidos los no vinculados al medio rural.
Tiene cuatro campus, con sede en Recife, Belo Jardim, Cabo de Santo Agostinho, y Serra Talhada. La UFRPE también tiene campus avanzados en todo el estado.